# Espagnole : Harmonie en bleu
Espagnole : Harmonie en bleu est un tableau réalisé par le peintre français Henri Matisse en 1923. Cette huile sur toile représente une femme espagnole dont le modèle est Henriette Darricarrère. Il la figure coiffée d'une mantille et vêtue d'un haut bleu, un éventail entrouvert à la main, alors qu'elle est accoudée sur une surface jaune, devant un fond décoré de motifs floraux. Autrefois partie de la collection privée de Robert Lehman, l'œuvre est conservée au sein de celles du Metropolitan Museum of Art de New York depuis 1975.